# Aljama
Una aljama —de l'àrab al-jama'a, «conjunt de persones»— és, en català, el nom que durant l'edat mitjana s'aplicà a les comunitats musulmanes que vivien en terres cristianes i tenien una personalitat jurídica pròpia; així mateix, des del s. XII també s'aplicà aquest terme a les comunitats jueves). Els musulmans als estats de la Corona d'Aragó tenien un estatuts jurídic diferenciat i es regien d'acord amb la llei religiosa islàmica i eren governats per llurs autoritats, tot i que sempre de manera limitada per les concessions inicials de la monarquia.

## Origen
Segons el pacte establert entre Ramon Berenguer IV i la comunitat musulmana de Tortosa, aquesta mantenia les mateixes magistratures i les mesquites. Restaven, però, sotmesos a l'autoritat del rei a través del seu batlle, el qual a més els cobrava importants impostos comunitaris.
L'espai urbà on vivien els sarraïns, com per exemple en el cas de Lleida, rebia el nom de moreria, i en el cas dels jueus jueria o call.

## Aljames a la Corona d'Aragó
Des del 1282 i fins al 1366 es registrà als llibres de cenes reials, conservats a l'Arxiu de la Corona d'Aragó, el recompte de pagaments de les aljames sarraïnes i jueves en sous jaquesos (s.j.) i sous de barcelona (s.b.), la qual cosa ens permet conèixer les aljames de senyoria reial existents als territoris de la Corona d'Aragó. De 1438 es conserva un altre llistat. En la següent taula s'enumeren aquestes aljames, juntament amb la quantitat que pagaven.
| Territori                                     | Comunitat  | Aljama     | Impost |
| --------------------------------------------- | ---------- | ---------- | ------ |
| Aljames (1282-1366)                           |            |            |        |
| Regne d'Aragó                                 |            |            |        |
| Sarraïns                                      |            |            |        |
| Saragossa                                     | 190 s.j.   |            |        |
| Albarrasí                                     | 120 s.j.   |            |        |
| Calatayud                                     | 170 s.j.   |            |        |
| Tarassona                                     | 100 s.j.   |            |        |
| Villel                                        | 150 s.j.   |            |        |
| Sant Esteve de Llitera                        | 300 s.j.   |            |        |
| Alagó                                         | 100 s.j.   |            |        |
| Fraga                                         | 100 s.j.   |            |        |
| Borja                                         | 100 s.j.   |            |        |
| Jueus                                         |            |            |        |
| Tarassona                                     | 145 s.j.   |            |        |
| Total                                         | Total      | 1.175 s.j. |        |
| Regne de València                             |            |            |        |
| Sarraïns                                      |            |            |        |
| València                                      | 100 s.b.   |            |        |
| Jueus                                         |            |            |        |
| València                                      | 100 s.b.   |            |        |
| Total                                         | Total      | 200 s.b.   |        |
| Principat de Catalunya                        |            |            |        |
| Sarraïns                                      |            |            |        |
| Barcelona                                     | 700 s.b.   |            |        |
| Lleida                                        | 100 s.b.   |            |        |
| Tortosa                                       | 200 s.b.   |            |        |
| Jueus                                         |            |            |        |
| Barcelona                                     | 500 s.b.   |            |        |
| Vilafranca del Penedés                        | 200 s.b.   |            |        |
| Girona                                        | 500 s.b.   |            |        |
| Tortosa                                       | 4.000 s.b. |            |        |
| Besalú                                        | 250 s.b.   |            |        |
| Total                                         | Total      | 6.450 s.b. |        |
| Assalt i pogrom als Calls de Catalunya (1391) |            |            |        |
| Aljames (1438)                                |            |            |        |
| Regne d'Aragó                                 |            |            |        |
| Sarraïns                                      |            |            |        |
| Saragossa                                     | 300 s.j.   |            |        |
| Tarassona                                     | 70 s.j.    |            |        |
| Calatayud                                     | 50 s.j.    |            |        |
| Daroca                                        | 50 s.j.    |            |        |
| Teruel                                        | 200 s.j.   |            |        |
| Albarrasí                                     | 150 s.j.   |            |        |
| Calanda                                       | 260 s.j.   |            |        |
| Montsó                                        | 250 s.j.   |            |        |
| Osca                                          | 200 s.j.   |            |        |
| Concastillo                                   | 100 s.j.   |            |        |
| Suessa                                        | 100 s.j.   |            |        |
| Tormés                                        | 200 s.j.   |            |        |
| Lanuza                                        | 50 s.j.    |            |        |
| Brea                                          | 100 s.j.   |            |        |
| Arizar                                        | 500 s.j.   |            |        |
| Jueus                                         |            |            |        |
| Saragossa                                     | 300 s.j.   |            |        |
| Alagón                                        | 130 s.j.   |            |        |
| Tarassona                                     | 200 s.j.   |            |        |
| Almúnia                                       | 140 s.j.   |            |        |
| Calatayud                                     | 350 s.j.   |            |        |
| Daroca                                        | 50 s.j.    |            |        |
| Teruel                                        | 160 s.j.   |            |        |
| Albarrasí                                     | 150 s.j.   |            |        |
| Sarinyena                                     | 50 s.j.    |            |        |
| Montsó                                        | 350 s.j.   |            |        |
| Osca                                          | 300 s.j.   |            |        |
| Serós                                         | 100 s.j.   |            |        |
| Exéa de los Caballeros                        | 250 s.j.   |            |        |
| Tauste                                        | 250 s.j.   |            |        |
| Jaca                                          | 200 s.j.   |            |        |
| Barbastre                                     | 400 s.j.   |            |        |
| Fraga                                         | 200 s.j.   |            |        |
| Ruesca                                        | 160 s.j.   |            |        |
| Montclús                                      | 33 s.j.    |            |        |
| Total                                         | Total      | 6.353 s.j. |        |
| Regne de València                             |            |            |        |
| Sarraïns                                      |            |            |        |
| València                                      | 250 s.b.   |            |        |
| Xàtiva                                        | 300 s.b.   |            |        |
| Gallinera                                     | 136 s.b.   |            |        |
| Beniopa                                       | 100 s.b.   |            |        |
| Alara                                         | 120 s.b.   |            |        |
| Vall d'Uixó                                   | 640 s.b.   |            |        |
| Sogorb                                        | 250 s.b.   |            |        |
| Jueus                                         |            |            |        |
| Castelló                                      | 100 s.b.   |            |        |
| Borriana                                      | 30 s.b.    |            |        |
| Morvedre                                      | 100 s.b.   |            |        |
| Total                                         | Total      | 2.026 s.b. |        |
| Principat de Catalunya                        |            |            |        |
| Sarraïns                                      |            |            |        |
| Tortosa                                       | 500 s.b.   |            |        |
| Cervera                                       | 80 s.b.    |            |        |
| Lleida                                        | 500 s.b.   |            |        |
| Jueus                                         |            |            |        |
| Girona                                        | 550 s.b.   |            |        |
| Total                                         | Total      | 1.630 s.b. |        |

## Significat original
La paraula aljama prové de l'àrab i en aquesta llengua es refereix a la mesquita principal d'una població (el que pels cristians seria una catedral) on els homes feien la pregària del divendres al migdia, la més important.